# Colt New Navy 1889
 (janvier 2017).
Si vous disposez d'ouvrages ou d'articles de référence ou si vous connaissez des sites web de qualité traitant du thème abordé ici, merci de compléter l'article en donnant les références utiles à sa vérifiabilité et en les liant à la section « Notes et références ».

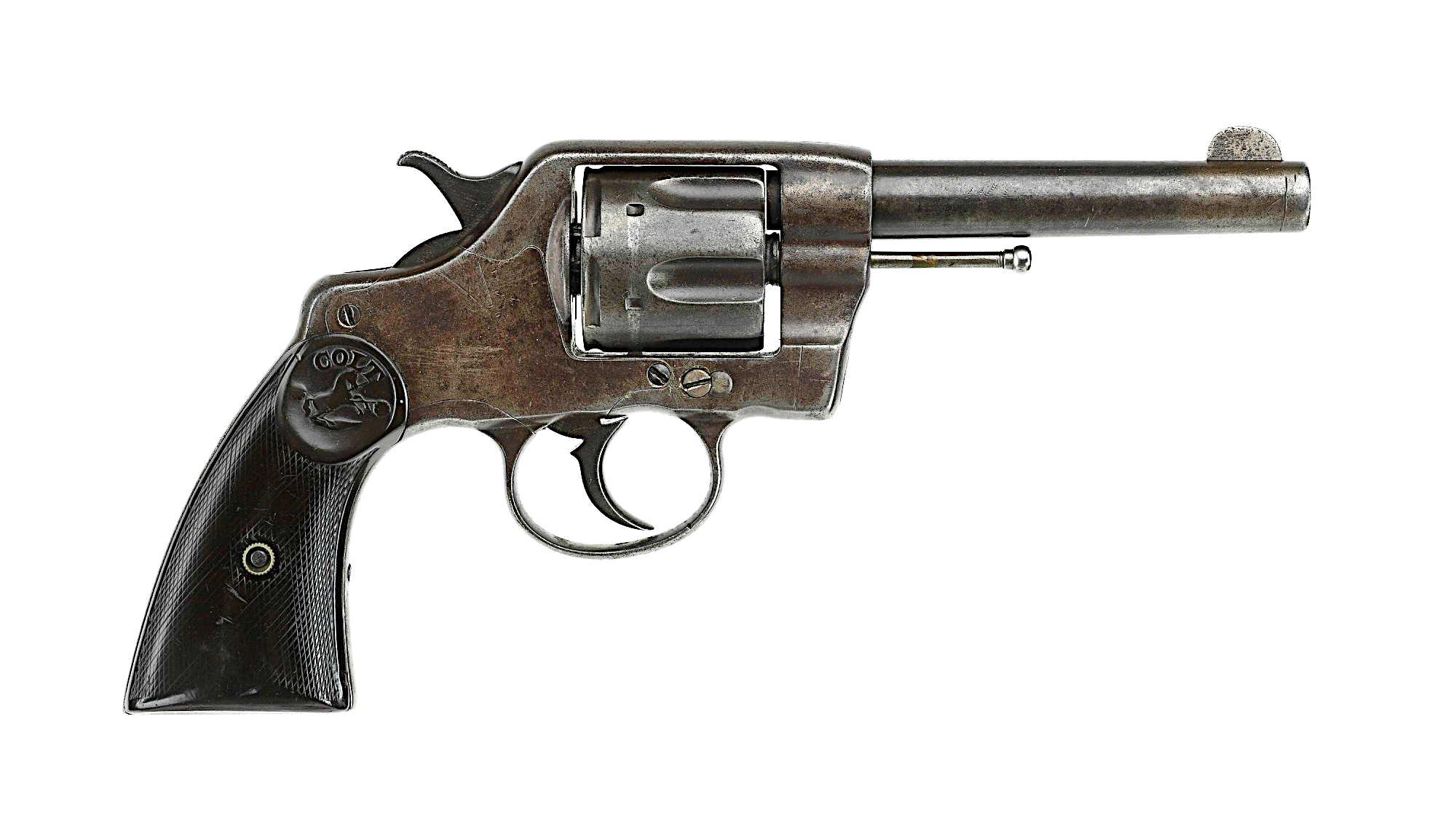
Photographie d'un Revolver Colt New Navy 1889

Le Colt New Navy 1889 fut le premier revolver à barillet basculant. Il fut adopté en 1889 par l'United States Navy qui en commanda 5 000. Il fut rapidement suivi par une version améliorée le Colt New Army & Navy 1892.

## Technique
Ce revolver fonctionne en simple et double action. Contrairement aux autres revolvers Colt, le barillet tourne au sens inverse des aiguilles d’une montre. Le chargement des cartouches et l'éjection des étuis vides se fait collectivement par basculement du barillet à gauche. La tige de l'éjecteur n'est pas protégée. La visée est fixe. L'arme est bronzée et les plaquettes de crosse sont lisses.

## Données numériques
Version en service de l'US Navy
- Munition : .38 Long Colt
- Encombrement (longueur totale/masse à vide) : 29 cm/1,06 kg
- Canon de : 15 cm
- Barillet : 6 cartouches

Versions commerciales
- Munition : .38 Long Colt et .41 Long Colt
- Encombrement (longueur totale/masse à vide)
  - avec le canon de 7,6 cm : 21,5 cm/0,83 kg
  - avec le canon de 11,5 cm : 21,5 cm/0,90 kg
  - avec le canon de 15,2 cm : 29 cm/1,06 kg
- Barillet : 6 cartouches